# Schnauzer
För liknande hundraser, se Schnauzer och pinscher.
Schnauzer är en hundras från Tyskland. Schnauzern, eller mellanschnauzern som den tidigare kallades, är den ursprungliga varianten medan dvärgschnauzern är framavlad av mindre exemplar. Riesenschnauzern är däremot en boskapshund som avlats för att se ut som en schnauzer. På engelska kallas schnauzern för Standard Schnauzer.

## Historia
Schnauzern är känd sedan slutet av 1400-talet då den förekom på målningar av Albrecht Dürer. Till sitt ursprung är den en strävhårig pinscher. Det var under det namnet den första gången ställdes ut i Hannover 1879 och det var så den kallades i Sverige ända till 1928. Den första rasstandarden skrevs 1880, och 1895 bildades den tyska rasklubben för schnauzer och pinscher.
Namnet schnauzer förekom i skrift första gången 1842 och syftar på mustasch.

## Egenskaper
Användningsområdet har traditionellt varit som gårdshund och stallhund, bl.a. för att fånga råttor och andra skadedjur. I dag är den en sällskapshund som kan tävla i olika hundsporter.

## Utseende
Schnauzern är kvadratiskt och kompakt byggd. Den ska ha en karakteristiskt välvd nacke och långt, kraftigt huvud som ger ett intryck av stram elegans. Pälsen är strävhårig och trimmas regelbundet. Schnauzern ska ha skägg och buskiga ögonbryn.